# Brian St. Pierre
Vous lisez un « bon article » labellisé en 2014.
(en) Statistiques sur pro-football-reference
Brian St. Pierre, né le 28 novembre 1979 à Salem au Massachusetts aux États-Unis, est un joueur et entraîneur américain de football américain, qui évolue au poste de quarterback.
St. Pierre commence à se faire remarquer au lycée lorsqu'il joue pour l'équipe de football américain de la St. John's Preparatory School de Danvers avec laquelle il remporte le titre de joueur de l'année pour l'État du Massachusetts et de la Nouvelle-Angleterre (Massachusetts and New England Gatorade Player of Year) en 1997, lors de sa dernière année. Recruté par le Boston College, il commence à jouer avec l'équipe des Eagles en 1999 et devient le quarterback titulaire en 2001. Il offre, pour sa dernière année à l'université, la victoire au Motor City Bowl de 2002 durant lequel il est nommé meilleur joueur (MVP).
Sélectionné lors de la draft de la National Football League (NFL) en 2003 par les Steelers de Pittsburgh, St. Pierre ne va jamais réussir à se faire une place dans les rangs professionnels, bien souvent relégué au rôle de remplaçant. En huit saisons en NFL, il connaît quatre équipes et ne joue que trois matchs, dont seulement un comme titulaire dans sa carrière professionnelle.

## Biographie

### Jeunesse
Brian St. Pierre est le deuxième enfant de David (« Dave ») et Luanne St. Pierre. Son père est franco-canadien alors que sa mère est italienne. Brian commence à jouer au football américain à l'âge de neuf ans. Il entre à la St. John's Preparatory School de Danvers car son père est le médecin de l'équipe de football américain ; celui-ci fut joueur, dans son enfance, dans cet établissement. Brian intègre les équipes de football américain, basket-ball et baseball. Durant trois saisons, St. Pierre s'impose au poste de quarterback des Eagles de St. John's Prep en football américain, entraînés par James O'Leary. En effet, il bat l'ensemble des records individuels sur une saison ou sur un passage dans l'établissement pour les passes réussies, tentées, passes pour touchdown, course pour touchdown, pourcentage de réussite et matchs joués. Ses passes permettent à St. John's de parcourir 3 700 yards durant sa période au sein de cette équipe.
En 1994, lorsque Brian commence à jouer dans cette équipe, au début de sa scolarité, il apprend beaucoup car il joue avec des joueurs plus âgés que lui. Il n'a alors que 14 ans. Pour sa première saison comme titulaire, il réalise 1 183 yards à la passe puis 959 en 1996.
La dernière saison de St. Pierre le voit devenir capitaine de l'équipe de football américain où joue son jeune frère Andy, d'un an son cadet. Lors des premiers matchs de cette dernière saison, il se fait une entorse de la cheville et rate un match bien qu'il ait demandé à son entraîneur de jouer. Il est remplacé par Alan Rich. L'équipe de St. John's Prep est invaincue lors de cette saison, avec le score de onze victoires pour aucune défaite. L'équipe gagne le Super Bowl régional face aux Whalers de New Bedford High School grâce à un touchdown à la course de St. Pierre dans les derniers instants du match. Il s'illustre aussi lors de ce match pour ses qualités au poste de safety. Cette victoire permet aux Eagles d'être classés à la vingt-deuxième place des équipes du pays, en 1997, par USA Today. Pour cette saison, il affiche la statistique de 68 % de réussite à la passe, 1 020 yards parcourus à la passe et quinze passes pour touchdown.
St. Pierre est nommé durant trois saisons consécutives dans l'équipe de la saison de la conférence catholique. Il se voit décerner le titre de All-America à son poste par Tom Lemming du PrepStar College Recruiting et remporte aussi de nombreuses récompenses comme le titre de co-meilleur joueur de l'année au Massachusetts par USA Today ainsi que de joueur de l'année pour le Massachusetts et la Nouvelle-Angleterre,. Il est également récompensé par la National Football Foundation comme athlète de lycée.
En basket-ball, il fait partie de l'équipe des Eagles qui remporte le titre de champion de la Conférence catholique 1997-1998 alors qu'en baseball, il est cité à deux reprises parmi les meilleurs joueurs de la Conférence catholique.
En 2008, Brian St. Pierre est introduit au Temple de la renommée de St. John's avec onze autres athlètes dont le joueur professionnel Wayne Lucier.

### Carrière de footballeur américain

#### Université

##### 1998 - 2000: remplaçant

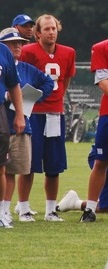
Tim Hasselbeck, quarterback titulaire des Eagles de Boston College en 1999 et 2000

À sa sortie du lycée, Brian reçoit des offres pour jouer dans différentes universités du pays. Il suscite l’intérêt de l'université de Syracuse, l'université d'État de l'Ohio ainsi que l'université Notre-Dame-du-Lac. Néanmoins, il refuse ces offres et décide d'accepter la proposition du Boston College. L'équipe des Eagles du Boston College sort d'une mauvaise saison 1997 avec un score de quatre victoires et sept défaites lors de la saison régulière. De plus, c'est la dernière année du quarterback titulaire Matt Hasselbeck qui est sélectionné au sixième tour lors de la draft de 1998 par les Packers de Green Bay.
La saison 1998 voit St. Pierre faire son année de redshirt, qui désigne un athlète-étudiant qui ne joue aucun match officiel pour sa première année dans son école. Cette saison n'est encore une fois pas bonne pour l'équipe, entraînée par Tom O'Brien, qui finit avec le même score que la saison précédente, soit 4 victoires et 7 défaites en saison régulière. Le départ de Scott Mutryn laisse la place de titulaire à Tim Hasselbeck, frère de Matt, et St. Pierre prend le poste de remplaçant. Le 16 octobre 1999, face aux Panthers de Pittsburgh, il dispute son premier match universitaire comme titulaire après qu'Hasselbeck a déclaré forfait à cause d'une blessure à l'épaule,. Durant ce match, il réussit neuf passes sur quinze et envoie sa première passe pour touchdown. Néanmoins, il devra sortir à cause d'une commotion cérébrale. Après cette première saison en NCAA, Brian réussit vingt-cinq passes pour quarante tentées ainsi qu'une passe pour touchdown et deux interceptions. Il joue quelques instants du Insight.com Bowl 1999 contre les Buffaloes du Colorado, match qui se solde par une lourde défaite 62 à 28.
Pour la saison 2000, Saint-Pierre reste le second quarterback, toujours derrière Hasselbeck. Il donne sa première passe pour touchdown de la saison, pour Josh Cervi, dans les derniers instants du match contre les Midshipmen de la Navy, le 23 septembre. Lors du neuvième match de la saison, contre les Owls de Temple, il remplace Hasselbeck, victime d'une entorse du genou, lors du second quart-temps. Il réussit onze passes sur seize pour un gain de 155 yards ainsi qu'une passe pour touchdown de dix-sept yards pour Dedrick Dewalt dans un match que les Eagles remportent 31-3. Il se fait aussi intercepter sa première passe de la saison par Jamal Wallace.
Hasselbeck déclare forfait pour le match suivant, face aux Fighting Irish de Notre Dame. C'est la deuxième fois de sa carrière universitaire que St. Pierre est nommé titulaire. Néanmoins, sur la première possession du match, il se fait intercepter par Anthony Weaver, un ballon perdu qui permet à Notre Dame d'ouvrir le score,. Il tente de rattraper cette erreur, notamment en second mi-temps, où il donne deux passes pour touchdown à Ryan Utzler et Dedrick Dewalt. Mais il se fait intercepter une autre passe, en fin de match, par Ron Israel, en cherchant un touchdown. Finalement, le Boston College s'incline 28-16. Saint-Pierre déclare à la fin de ce match que « nous n'avons pas bien joué en première mi-temps, de [ce fait,] un trou s'est creusé [entre eux et nous] ».
La dernière apparition de St. Pierre en 2000 a lieu lors du Aloha Bowl 2000, contre les Sun Devils d'Arizona State, où il tente une passe qu'il rate. Néanmoins, le Boston College remporte le bowl sur un score de 31-17.

##### 2001-2002: titulaire

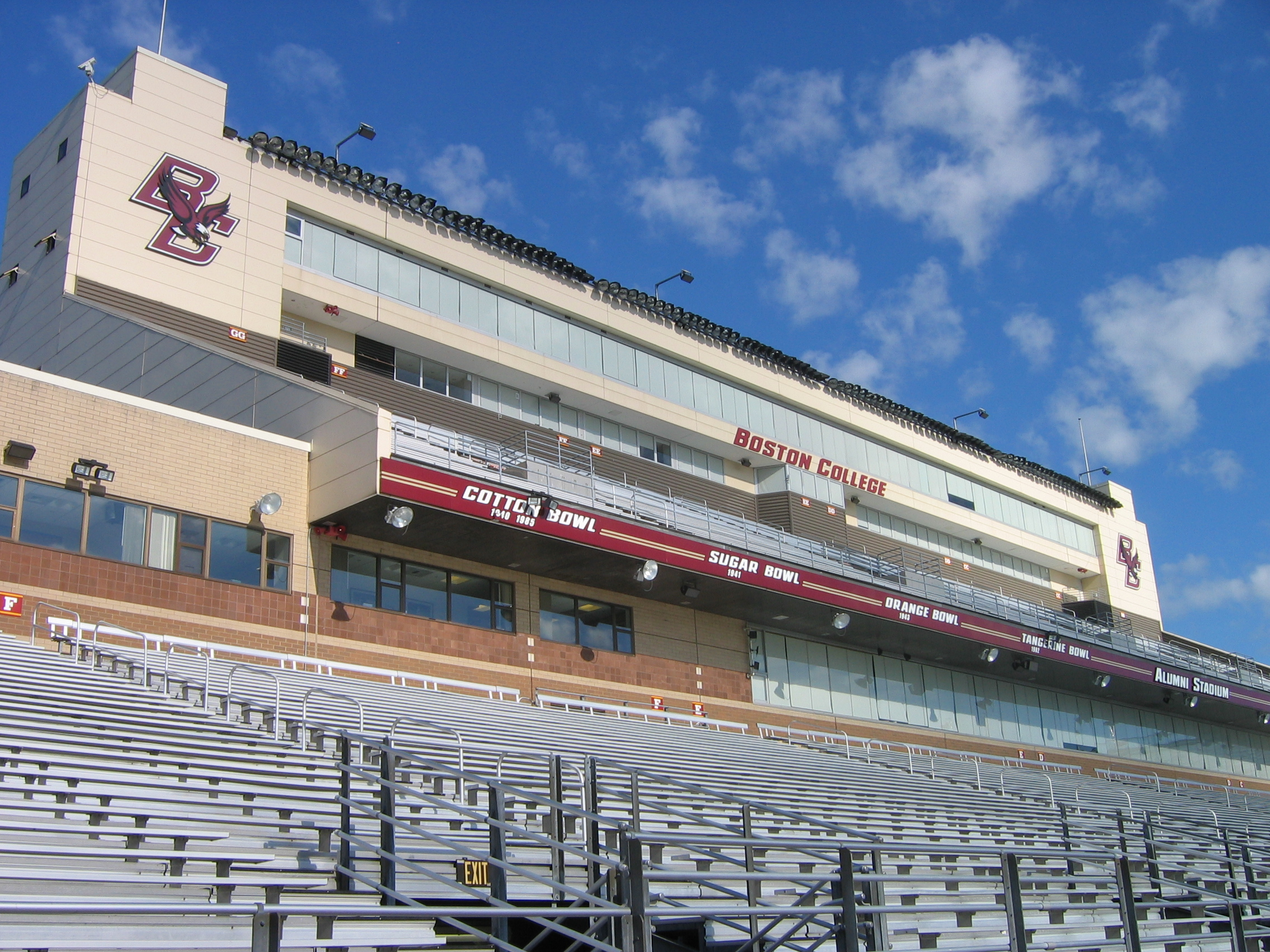
L'Alumni Stadium, enceinte sportive du Boston College.

Le départ de Tim Hasselbeck permet à Brian d'être nommé titulaire au début de la saison 2001. Quinton Porter devient son remplaçant. Le journaliste Mel Kimer pense que St. Pierre « a acquis beaucoup d'expérience comme doublure » et que l'entraîneur Tom O'Brien lui a permis de se développer, notamment en faisant jouer son quarterback remplaçant, tout le temps, au début du troisième quart-temps. Cependant, pour Kimer, le nouveau chef de l'attaque des Eagles « s'appuiera beaucoup sur William Green », le running back, lors des premiers matchs de saison.
St. Pierre commence bien sa saison. Il fait un excellent match face à la Navy, le 18 septembre 2001, où il réussit dix-neuf passes dans le match, son record, dont quatre pour des touchdown,. Il parvient à devenir un élément-clé du Boston College, dépassant la barre des deux cents yards à la passe lors de trois matchs, face à la Navy, les Panthers de Pittsburgh et les Orange de Syracuse,. Le 10 novembre 2001, face aux Hurricanes de Miami, numéro un au classement de l'Associated Press, les Eagles s'inclinent de justesse 18-7. Dans les dernières minutes du match, cherchant Ryan Read pour un touchdown, sa passe est déviée par un cornerback avant d'être intercepté par Matt Walters. Le Boston College s'incline 18-7. À la conclusion des onze matchs de la saison régulière, St. Pierre affiche un tableau de 149 passes réussies sur 279 tentées (53,71 % de réussite) pour 2 016 yards, avec vingt-cinq touchdowns et dix interceptions,.
Pour leur dernier match de la saison 2001, les Eagles disputent le Music City Bowl face aux Bulldogs de la Géorgie, classés seizièmes au classement AP, le 28 décembre 2001. Brian St. Pierre fait un match décevant où il réussit seulement neuf passes sur ses vingt-cinq tentées ; le numéro 2 des Eagles réussit toutefois une passe pour touchdown de vingt-trois yards pour Dedrick Dewalt. Malgré une victoire 20-16, le jeu du quarterback est qualifié de « pauvre » dans un match où William Green est déclaré MVP. Ce résultat permet d'effacer vingt-et-un ans de défaites contre des adversaires classés pour le Boston College.
La première saison de St. Pierre comme titulaire est positive. Pour Tom O'Brian, le quarterback « s'est beaucoup amélioré. Il est devenu un leader formidable et peut devenir un grand quarterback ». Cependant, l'entraîneur du Boston College affirme qu'il devra travailler sur « des choses fondamentales ». Il est l'un des meilleurs joueurs à son poste de la Big East Conference, étant troisième à la moyenne de yards gagnés sur passe par match (183,3), deuxième à la moyenne de yards (passes et courses combinés) gagnés par match (203) et quatrième au classement de points gagnés par un quarterback (136,5). Au niveau de l'établissement, ses vingt-cinq passes pour touchdown constitue le deuxième meilleur score ex-æquo de l'histoire des Eagles sur une saison. Il est nommé, unanimement, dans la seconde équipe de la Big East Conference 2001 et reçoit le Thomas E. Scanlan Memorial Trophy, avec le linebacker Scott Bradley, récompensant un joueur des Eagles du Boston College, bénéficiant d'une bourse d'études, pour ses qualités de meneur et ses facultés athlétiques,.

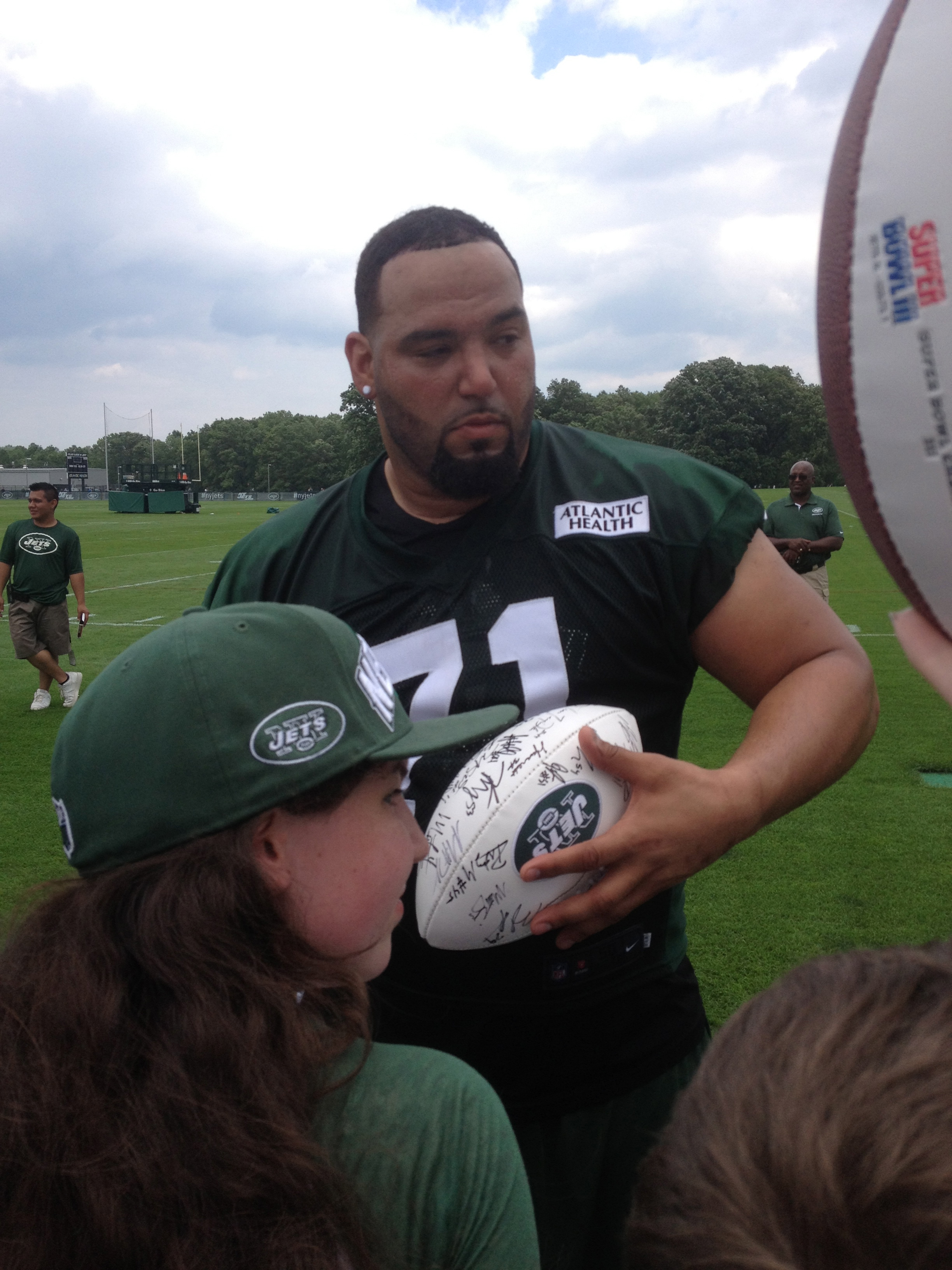
Antonio Garay, ici en 2013, est nommé capitaine de l'équipe en 2002, avec Brian St. Pierre et Vinny Ciurciu.

Lors d'un match d'entraînement pour la saison 2002, St. Pierre montre « [son] expérience, faisant les bons choix », avec vingt passes réussies sur quarante-et-une tentées pour 271 yards et deux touchdowns à la passe. L'objectif du Boston College pour cette saison est d'être sélectionné, pour la quatrième année consécutive, à un bowl. L'USA Today pense que St. Pierre a été trop peu utilisé lors de la saison 2001 et qu'il aura beaucoup plus de responsabilités du fait du départ de Green. Scout.com signale que les départs de Dedrick Dewalt, receveur favori du quarterback l'année dernière, et Ryan Read ne vont pas faciliter la tâche de St. Pierre. Pour le site, « l'inexpérience est abondante entre les receveurs de St. Pierre pour la saison 2002 » et la formation des jeunes receveurs est importante pour espérer confirmer les dernières saisons. Il est nommé capitaine d'équipe avec Vinny Ciurciu et Antonio Garay.
Le début de saison de St. Pierre est assez irrégulier. Pour le premier match, il contribue grandement à la victoire contre les Huskies du Connecticut, avec trois passes pour touchdown,. Cependant, lors du match suivant, contre les Cardinal de Stanford, ses passes sont interceptées à trois reprises et les Eagles glanent leur deuxième victoire de la saison grâce à un touchdown sur course de Derrick Knight dans les dernières secondes,. St. Pierre n'arrive pas à jouer son football, se faisant intercepter une fois face aux Hurricanes de Miami, classés numéro 1, et les Eagles se font écraser 38-6. Le quarterback déclare que « c'était comme un train de marchandise roulant en descente. C'est difficile de l'arrêter mais nous les avons mis dans cette situation ». Les Eagles se reprennent contre les Chippewas de Central Michigan avec une victoire 43-0 où St. Pierre réussit vingt-cinq passes sur trente-cinq et délivre trois passes pour touchdown. Ce match est considéré comme la meilleure performance de sa carrière universitaire selon le Boston College. Mais, deux semaines plus tard, contre les Hokies de Virginia Tech, trois de ses passes sont interceptées ; il marque un touchdown sur course en fin de match mais son équipe s'incline 28-23.
Par la suite, il réussit à faire de très bons matchs comme contre les Midshipmen de la Navy où il réalise dix sept passes réussies sur vingt-cinq pour 274 yards glanés et où sa rencontre est ponctuée de trois passes pour touchdown et une victoire 46-21 ou encore contre les Orange de Syracuse (victoire 41-20) avec vingt-deux lancers réussis sur trente-quatre pour un gain de 284 yards ainsi qu'une passe pour touchdown et une interception. Néanmoins, il réalise un match catastrophique contre les Fighting Irish de Notre Dame, malgré la victoire 14-7 qui entraîne la première défaite des Fighting Irish de la saison. St. Pierre ne réussit que neuf passes sur vingt, une conversion, une interception ainsi qu'une performance négative à la course.
Après une série de matchs très moyens, St. Pierre joue son dernier match avec son université lors du Motor Bowl City 2002 face aux Rockets de Toledo. Il fait un très bon match où il réalise vingt-cinq passes réussies sur trente-cinq tentées pour 342 yards gagnés et trois passes pour touchdown. Le Boston College s'impose largement 51-25. Nommé MVP du match, St. Pierre déclare « après tout ce qui s'est passé pendant ces quatre dernières années, c'est une fin de conte de fée. Quand je suis arrivé ici [au Boston College], je n'aurais jamais cru que nous pourrions disputer quatre bowls consécutifs et de gagner les trois derniers »,. Pour la saison 2002, il affiche des statistiques de 237 passes réussies sur 407 tentées (58,2 % de réussite) pour 2 983 yards, dix-huit passes pour touchdown et dix-sept interceptions. Il se classe dans les trois premiers des classements de la Big East Conference, sur les yards gagnés individuellement sur la saison et sur la moyenne de yards gagnés par match.
St. Pierre termine sa carrière en devenant le troisième meilleur passeur de l'histoire des Eagles de Boston College avec 5 837 yards, se classant derrière Doug Flutie et Glenn Foley. Il finit sa carrière universitaire en participant au East-West Shrine Game, un match de football caritatif, le 11 janvier 2003, jouant pour l'équipe de l'Est.

#### Professionnel

##### Draft de la NFL de 2003
| |  |  |
| Troy Polamalu (à gauche) et Ike Taylor (à droite) sont également choisis par les Steelers de Pittsburgh en 2003. |  |  |

St. Pierre est invité, en février 2003, au NFL Combine où il participe à diverses épreuves physiques sous les yeux de plusieurs représentants des franchises de la NFL. NFLDraftscout.com et about.com le classent parmi les dix meilleurs quarterbacks inscrits pour la draft, en neuvième position,. Ce dernier site affirme que l'ancien joueur des Eagles « a les outils pour jouer en NFL » mais que son jeu à la passe est inégal. Cependant, le joueur est apprécié pour ses passes en profondeur et sa capacité à jouer intelligemment. En avril 2003, l'agent de Brian voit son joueur être sélectionné entre le troisième et le sixième tour. NFLDraftscout.com prévoit, quant à lui, une sélection au cinquième ou sixième tour.
Brian St. Pierre est sélectionné au cinquième tour de la draft de la NFL de 2003 par les Steelers de Pittsburgh, au 163e choix. C'est le premier joueur du Boston College à être choisi lors de cette édition ainsi que le huitième quarterback.
Le choix des Steelers sur St. Pierre est accueilli de manière mitigée. Le blog McMillen & Wife, tenus par des supporters de Pittsburgh, se montre positif, affirmant que le jeune joueur pourra apprendre aux côtés de Tommy Maddox et Charlie Batch. Il pense qu'il est un bon leader et difficile à affronter mais avoue la déception de sa dernière saison universitaire malgré une très bonne année 2001. Dans son analyse du draft, le site WalterFootball.com écrit que « [les Steelers de Pittsburgh] ont choisi leur quarterback du futur ». Mark Berger, sur son site internet, glorifie St. Pierre pour « son bras, [son] intelligence et [sa] capacité de leadership ». Par contre, il trouve que le nouveau quarterback des Steelers « n'est pas rapide ou particulièrement doué [et] il ne verra probablement jamais le terrain durant les deux prochaines années ». Berger attribue un « B + » pour ce choix, ce qui est également sa note globale pour la sélection de Pittsburgh. Enfin, le journaliste Mark Madden, dans un article où il critique de manière virulente la sélection d'Ike Taylor, s'en prend également au quarterback, écrivant que « le choix de Brian St. Pierre, au cinquième tour, pue aussi. Les Steelers ont fait ça seulement pour le plaisir de drafter un quarterback ».

##### Steelers de Pittsburgh (2003-2005): acquérir de l'expérience

###### Saison 2003

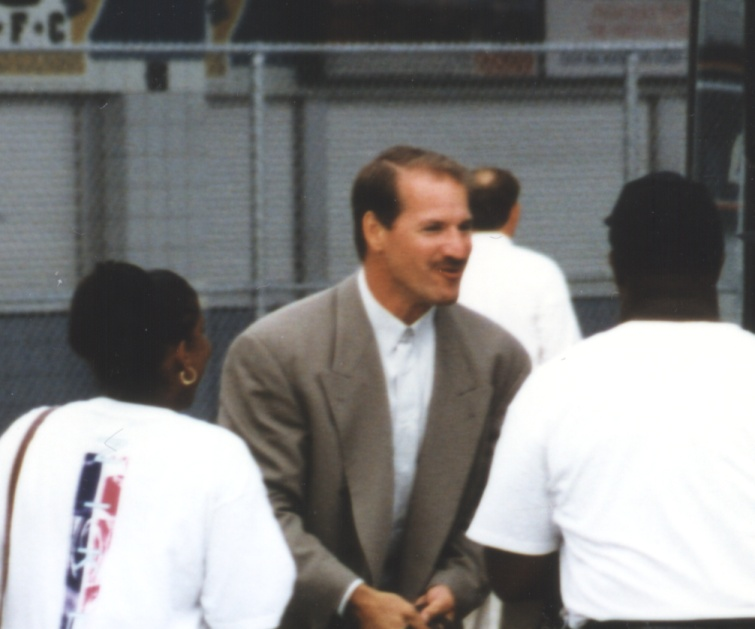
Bill Cowher, entraîneur des Steelers de Pittsburgh de 1992 et 2006.

À son arrivée chez les Steelers, St. Pierre est mis en concurrence avec Tim Levcik pour le poste de troisième quarterback. Le 19 juillet 2003, le journaliste Gerry Dulac affirme que l'ancien capitaine du Boston College est bien placé pour garder sa place au sein de l'équipe. Quelques jours plus tard, l'entraîneur Bill Cowher est « optimiste » quant à la future signature de St. Pierre au sein de l'équipe et pense qu'il sera présent pour le camp d'entraînement. Les négociations entre les représentants des Steelers et l'agent de St. Pierre ont lieu lors de cette semaine et se concluent, le 25 juillet 2003, avec la signature d'un contrat d'une durée de trois ans,. La valeur du contrat est de 1 018 000 dollars, échelonnée sur trois saisons, dont 108 500 dollars à la signature. Selon les termes du contrat, le quarterback doit toucher 225 000 après sa première saison, 305 000 lors de sa deuxième et enfin 380 000 pour sa troisième et dernière saison.
Avant le début de la pré-saison 2003, Cowher parle de manière positive sur son nouveau joueur. Se basant sur ce qu'il a vu lors du camp d'entraînement, il avoue qu'« il a une bonne présence [et] ne semble submergé par rien. Il prend de bonnes décisions et a une bonne mobilité ». Il est prévu que St. Pierre dispute quelques minutes du premier match, face aux Lions de Détroit. De plus, Levcik se blesse à l'entraînement et est mis sur la touche. Cependant, ses débuts dans le monde professionnel sont très difficiles. Lors de son troisième snap, il est sacké par James Davis et lâche le ballon. Cory Redding récupère ce fumble et le retourne en touchdown de six yards, pour permettre à Détroit de mener 23 à 6, en fin de troisième quart-temps. Brian termine son match avec trois passes réussies sur huit pour trente-deux yards gagnés et est sacké à trois reprises. Les Lions s'impose 26-13,,.
Pour le deuxième match de pré-saison, contre les Eagles de Philadelphie, Cowher annonce que le système de ronde de quarterback sera le même que celui face à Détroit. St. Pierre est annoncé pour jouer le quatrième quart-temps. L'entraîneur respecte ses propos et le fait entrer pour le dernier quart. Cependant, il se fait intercepter deux passes, par Merrill Robertson et Jamal Wallace et les Steelers s'inclinent 21 à 16. St. Pierre affiche six passes réussies sur douze pour 53 yards et deux interceptions,,.
Après ces deux mauvais matchs, St. Pierre parvient à élever son niveau de jeu face aux Cowboys de Dallas, dans le cadre du troisième match de pré-saison. Entrant lors du quatrième quart-temps, alors que Pittsburgh perd 14-7, il réalise un sans-faute à la passe, réussissant ses six passes tentées pour cinquante-sept yards gagnés. Les Steelers inscrivent un touchdown sur course grâce à Dante Brown et St. Pierre tente une conversion à la passe, réussie, offrant la victoire à son équipe 15-14. Cependant, il n'arrive pas à confirmer son bon match, face aux Panthers de la Caroline. Jouant toujours le dernier quart, il se fait intercepter par Ricky Manning et fait un fumble, couvert par les Panthers. Pittsburgh s'incline 21-14 et St. Pierre conclut la rencontre avec six passes réussies sur treize pour trente-six yards et une interception. Les Steelers terminent la pré-saison 2003 avec un 1-3 décevant.
À l'aube de la saison 2003, le site Rotowire donne deux trajectoires possibles à Brian St. Pierre pour cette saison ; soit le quarterback arrive à se faire une place et peut viser, au mieux, un rôle de troisième quarterback, ou alors, il ne sera pas conservé par les Steelers et s'en ira en Arena Football League ou en Ligue canadienne de football. St. Pierre est retenu à deux reprises seulement dans l'effectif pour un match en 2003. D'abord, lors de la cinquième journée, face aux Browns de Cleveland, puis deux semaines plus tard, contre les Rams de Saint-Louis. Sinon, pour les quinze autres rencontres de la saison régulière, St. Pierre est déclaré « inactif » et ne fait pas partie du groupe. Il ne joue d'ailleurs aucun match pour sa première saison en tant que professionnel (rookie), relégué derrière Tommy Maddox et Charlie Batch. Les Steelers finissent la saison avec un 6-10 et ne sont pas qualifiés pour la suite de la saison.

###### Saison 2004

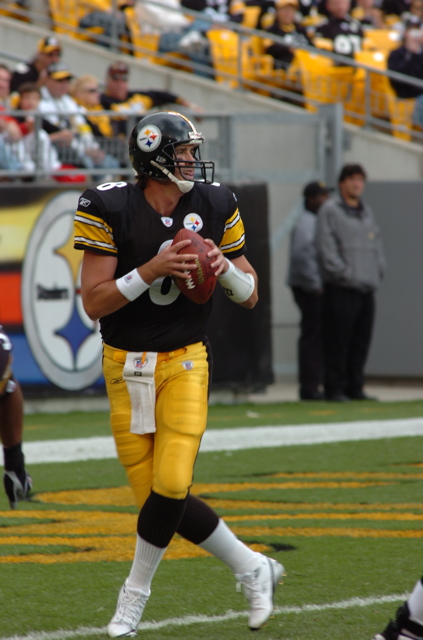
Tommy Maddox (ici en 2005) est prévu pour être le quarterback titulaire pour la saison 2004.

Au Draft 2004 de la NFL, les Steelers de Pittsburgh choisissent, au premier tour, le quarterback Ben Roethlisberger. Pittsburgh compte alors quatre quarterbacks. Charlie Batch est incertain sur son avenir chez les Steelers, il lui reste alors une année de contrat et le Pittsburgh Post-Gazette affirme que si St. Pierre fait un bon camp d'entraînement, Batch peut être coupé,. Pour le premier match de pré-saison, contre les Lions de Détroit, St. Pierre entre durant le troisième quart-temps et sa première passe est reçue par Freddie Milons qui inscrit un touchdown de vingt-six yards. Ils permettent de réduire le score, Pittsburgh n'étant plus mené que par 17-14. St. Pierre termine le match avec quatre passes complétées sur huit pour 88 yards et un touchdown ; il est le quarterback des Steelers le plus productif du match. Cependant, ils perdent 27-21. Batch ne participe pas au match. Blessé au genou, il est placé dans l'Injured Reserve (« Réserve des blessés ») et déclare forfait pour la saison 2004. Kurt Kittner signe avec Pittsburgh,. Malgré cette signature, St. Pierre est pressenti par la presse pour conserver son rôle de troisième quarterback du fait de la faiblesse des premières impressions de Kittner à l'entraînement,.
Ensuite, Brian St. Pierre se fait moins présent dans la suite de cette pré-saison. Face aux Texans de Houston, il ne fait que deux passes dont une réussie seulement pour dix yards, dans un match où Tommy Maddox et les running backs s'illustrent. Les Steelers s'imposent 38-3. Pour le troisième match, contre les Eagles de Philadelphie, il fait aussi une apparition fantomatique, réussissant sa seule passe du match, pour quatre yards. Néanmoins, il réalise un fumble, couvert par son coéquipier J. T. Wall. Pittsburgh l'emporte 27-21,. Le 2 septembre 2004, pour la dernière rencontre, il réalise douze passes dont cinq réussis pour un gain de 67 yards, dont notamment une passe de seize yards pour Chris Doering en fin de match. Cependant, un fumble de Willie Parker met fin aux espoirs de son équipe et les Panthers battent Pittsburgh 16-13. Les joueurs de Bill Cowher termine la pré-saison avec un score de 2-2.
Le 6 septembre 2004, Brian St. Pierre est remercié par les Steelers de Pittsburgh,. Cette décision est qualifiée de « surprise » par Scout.com. Antwaan Randle El, évoluant au poste de wide receiver, est nommé troisième quarterback. Deux jours après sa résiliation, il signe avec l'équipe d'entraînement des Steelers. Quelques heures avant le deuxième match de la saison régulière, le 19 septembre 2004, St. Pierre signe avec l'équipe « active », du fait de la possible indisponibilité de Ben Roethlisberger, pour affronter les Ravens de Baltimore,. Cependant, il n'est pas retenu pour ce match. Tommy Maddox, le quarterback titulaire, se blesse contre les Ravens et St. Pierre est nommé doublure de Roethlisberger. L'ancien quarterback du Boston College ne parvient pas à jouer, Roethlisberger tenant le rang et impressionnant dans son rôle. Maddox reprend l'entraînement au début du mois de novembre 2004 et St. Pierre retourne dans son rôle de troisième quarterback, n'étant pas sélectionné pour le match de la neuvième journée, contre les Eagles de Philadelphie, le 7 novembre 2004. Quelques jours plus tard, le 13 novembre 2004, il est coupé, pour la deuxième fois de la saison,,.
Trois jours plus tard, St. Pierre revient en équipe d'entraînement,. Le 26 décembre 2004, Roethlisberger se blesse contre Baltimore. Cowher appelle Brian à rejoindre l'équipe active, le 29 décembre 2004, pour être le quarterback numéro 2, derrière Maddox. Pour le dernier match de la saison régulière 2004, face aux Bills de Buffalo, St Pierre réalise sa première passe en professionnel. Il tente une passe pour Verron Haynes au début du dernier quart, qui ne donne rien. Il fait également quatre courses mais cela ne contribue qu'à une perte totale de trois yards. Pittsburgh l'emporte 29-26 et conclut sa saison avec un score quasi parfait 15-1. Qualifié pour les play-offs, Pittsburgh passe le premier tour contre les Jets de New York mais s'incline, en finale de la conférence AFC, face aux Patriots de la Nouvelle-Angleterre. St Pierre n'est pas retenu dans le groupe pour ces deux matchs,.

###### Pré-saison 2005
Le 13 avril 2005, il signe un nouveau contrat d'une année avec Pittsburgh,. La franchise de Pennsylvanie compte alors quatre quarterbacks, à savoir Ben Roethlisberger, Tommy Maddox, Brian St. Pierre et Charlie Batch. Pour le journaliste Gerry Dulac, St. Pierre et Batch vont se disputer le poste de troisième quarterback, lors du camp d'entraînement.

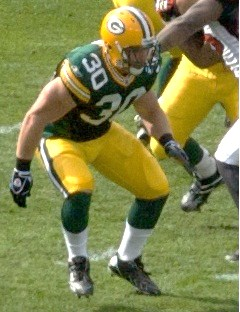
Brian St. Pierre réalise sa seule passe pour touchdown de la pré-saison 2005 pour John Kuhn (ici en 2008).

En juillet 2005, une affaire éclate impliquant indirectement St. Pierre. Un homme de trente-et-un ans, Brian Jackson, est arrêté pour avoir usurpé l'identité de Brian St. Pierre, ainsi que de Ben Roethliserber, pour draguer et harceler des femmes, à partir de septembre 2004,,. Il plaide coupable, s'excuse auprès des victimes et est condamné à trente jours d'incarcération ainsi qu'une amende de 300 dollars,. Jackson récidive, en 2007, après s'être fait passer pour Jerame Tuman, lui aussi joueur des Steelers de Pittsburgh. Il est condamné à quatre-vingt-dix jours de prison cette fois-ci.
Avant le début de la pré-saison, St. Pierre travaille dur selon Joe Bendel. Le quarterback se sent à l'aise à la course et désire impressionner ses entraîneurs pour pouvoir rester dans l'effectif. Pour le premier match de la pré-saison, contre les Eagles de Philadelphie, Brian apparaît surtout lors du quatrième quart-temps, et réussit ses trois passes pour quatorze yards dont une passe de trois yards pour John Kuhn qui inscrit un touchdown. St. Pierre est le seul quarterback des Steelers à réussir une passe pour un « touché » du match. Pittsburgh gagne ce match 38-31,. La veille de la deuxième journée de pré-saison, l'entraîneur Bill Cowher pense que Brian St. Pierre « a considérablement mûri » et affirme que les deux postes de remplaçant derrière Roethlisberger ne sont pas déterminés. Prenant position à la fin du troisième quart-temps face aux Dolphins de Miami, il fait une performance assez moyenne, où il réussit trois passes sur six, pour trente-sept yards à la passe. Cependant, les Steelers s'imposent 17-3 et affichent un 2-0 au milieu de la pré-saison,.
Enfin, St. Pierre apparaît pour la dernière fois dans cette pré-saison, face aux Redskins de Washington, entrant en fin de match. Néanmoins, il parvient à produire cinquante-huit yards à la passe grâce à six passes réussies sur douze tentées. Il produit plus de yards à la passe que Roethlisberger (cinquante-sept) et Maddox (quarante-et-un) sur ce match. Toutefois, les Steelers s'inclinent 17-10,. St. Pierre ne participe pas au quatrième et dernier match de la pré-saison contre les Panthers de la Caroline. Selon lui, après que Mark Whipple, l'entraîneur des quarterback des Steelers ai demandé à Bill Cowher si St. Pierre entrerait sur le terrain, l'entraîneur-chef refuse de le faire jouer. À ce moment-là, le joueur « sa[it] que son sort est scellé ».
Les Steelers de Pittsburgh ne souhaitent pas conserver St. Pierre et tentent de le faire signer avec une autre équipe ou de l'échanger car il ne désire pas retourner en équipe d'entraînement,,. Le quarterback désire « un nouveau départ [et] avoir une opportunité » car il pense qu'il n'a pas encore pu faire ses preuves. Le 3 septembre 2005, il est écarté, de manière officielle, par la franchise de Pittsburgh. Quand il quitte les Steelers, il est en colère car il « sentait [qu'il] avait gagné le droit d'intégrer cette équipe ».

##### Ravens de Baltimore (2005-2006): refus de revenir à Pittsburgh et saisons vierges

###### Saison 2005
Brian St. Pierre signe, le 22 septembre 2005, avec l'équipe d'entraînement des Ravens de Baltimore,. Il partage le numéro 2 avec le quarterback Anthony Wright (en). Les autres joueurs à ce poste sont Kordell Stewart et Kyle Boller.
Le 10 octobre 2005, Ben Roethlisberger se blesse lors du match entre Pittsburgh et les Chargers de San Diego. Kevin Colbert, directeur des opérations des Steelers, appelle St. Pierre pour lui faire signer, à nouveau, avec l'équipe de ses débuts. Cependant, le quarterback refuse car il n'a aucune garantie de jouer selon lui, tandis que Baltimore lui a promis d'être intégré à l'équipe active prochainement. Pittsburgh intègre Rod Rutherford à leur équipe d'entraînement. St. Pierre passe une grande partie de sa saison au sein de l'équipe d'entraînement. Il est promu au sein de l'équipe active, le 8 décembre 2005. Cependant, il n'apparaît à aucune reprise sur le terrain.
Baltimore termine la saison régulière avec un 6-10 et ne parvient pas à se qualifier pour la suite du championnat. Par contre, les Steelers de Pittsburgh remportent le Super Bowl XL. St. Pierre ne regrette pas d'avoir refusé l'offre de Pittsburgh car il n'aurait peut-être pas été conservé lors du retour de blessure de Roethlisberger selon lui.

###### Pré-saison 2006

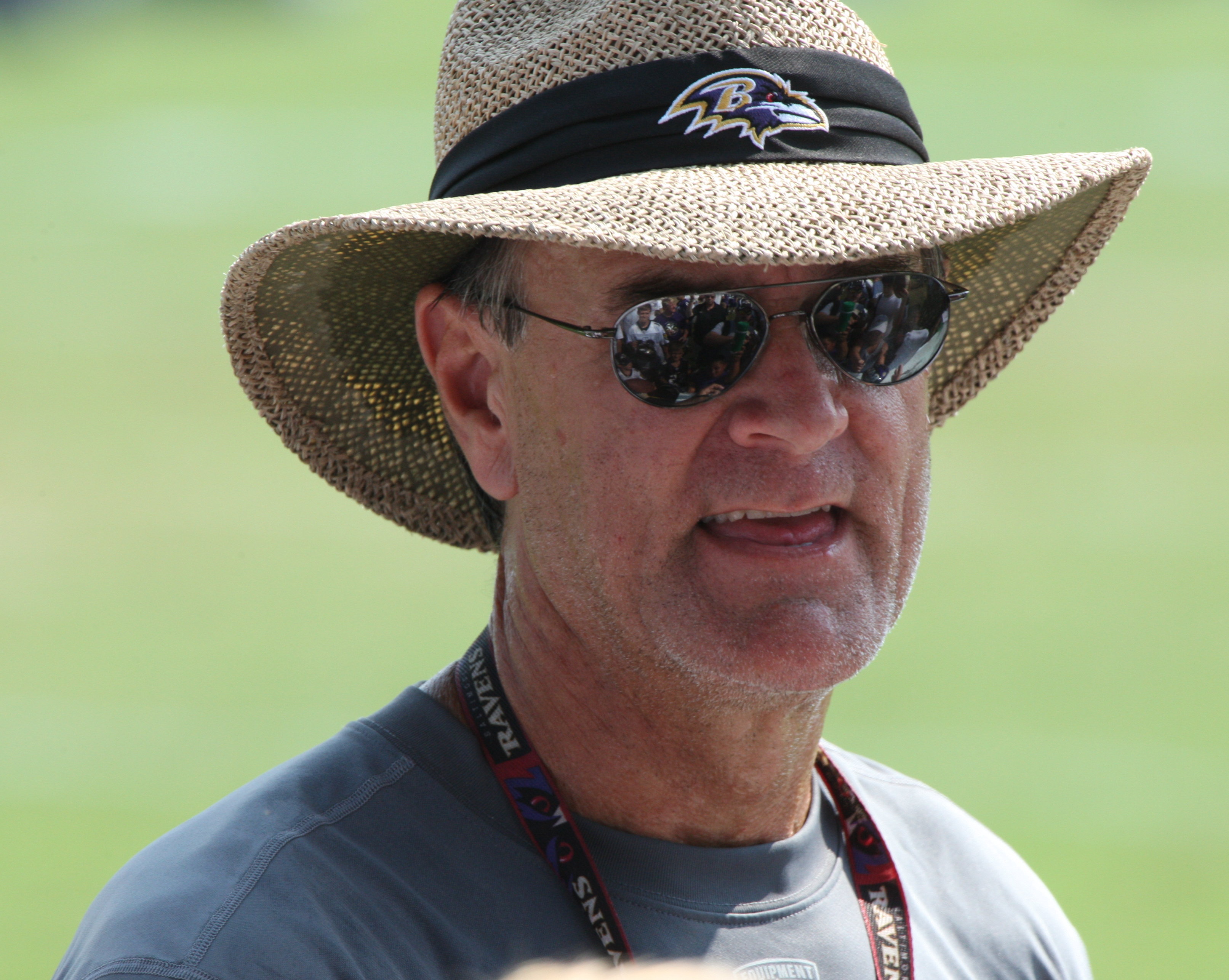
Brian Billick, ici en 2007, est l'entraîneur de Baltimore de 1999 à 2007

En mars 2006, les Ravens de Baltimore proposent un nouveau contrat à l'ancien étudiant du Boston College. Ce contrat stipule que si St. Pierre doit quitter les Ravens au profit d'une autre franchise, durant la saison 2006, la nouvelle équipe du joueur devra donner son cinquième tour lors d'un prochain draft. Finalement, le quarterback prolonge, le 5 avril 2006, signant un nouveau contrat d'une année et sa valeur est élevée à 500 000 dollars. Pour le camp d'entraînement, il est annoncé en compétition pour le poste de troisième quarterback de l'équipe.
St. Pierre apparaît pour la première fois avec le maillot blanc et violet de Baltimore, le 11 août 2006, lors du premier match de la pré-saison, contre les Giants de New York. Il joue le quatrième quart-temps, succédant à Kyle Boller et Steve McNair. Il fait trois passes réussies sur six pour 33 yards mais fait un fumble qui n'occasionne pas une perte de balle. Baltimore encaisse dix points dans ce dernier quart et s'incline 17-16,. Après ce premier match moyen, il ne montre presque rien face aux Eagles de Philadelphie, jouant une bonne partie du dernier quart ; il tente deux passes qui sont incomplètes. Les Ravens l'emportent 20-10,.
Les deux derniers matchs de la pré-saison sont mauvais pour le quarterback. Face aux Vikings du Minnesota, St. Pierre réussit trois passes sur quatre mais sa seule passe ratée est interceptée par Willie Offord. De plus, il commet un fumble sur un tacle de Ray Edwards, récupéré par Khreem Smith qui retourne cette perte de balle en touchdown pour les Vikings. Baltimore se fait surclasser 30-7,. Il s'écroule lors du dernier match, contre les Redskins de Washington, où il ne réussit qu'une seule de ses quatre passes tentées pour huit yards ainsi qu'une course de dix yards. Les Ravens gagnent ce match 17-10 et conclut leur pré-saison avec deux victoires et deux défaites (2-2),.
Le 2 septembre 2006, les Ravens de Baltimore décident de ne pas le conserver pour la saison 2006 et le coupent en même temps que Drew Olson,,.

##### Steelers de Pittsburgh (2006-2008): retour et nouvelle période comme remplaçant

###### Saison 2006

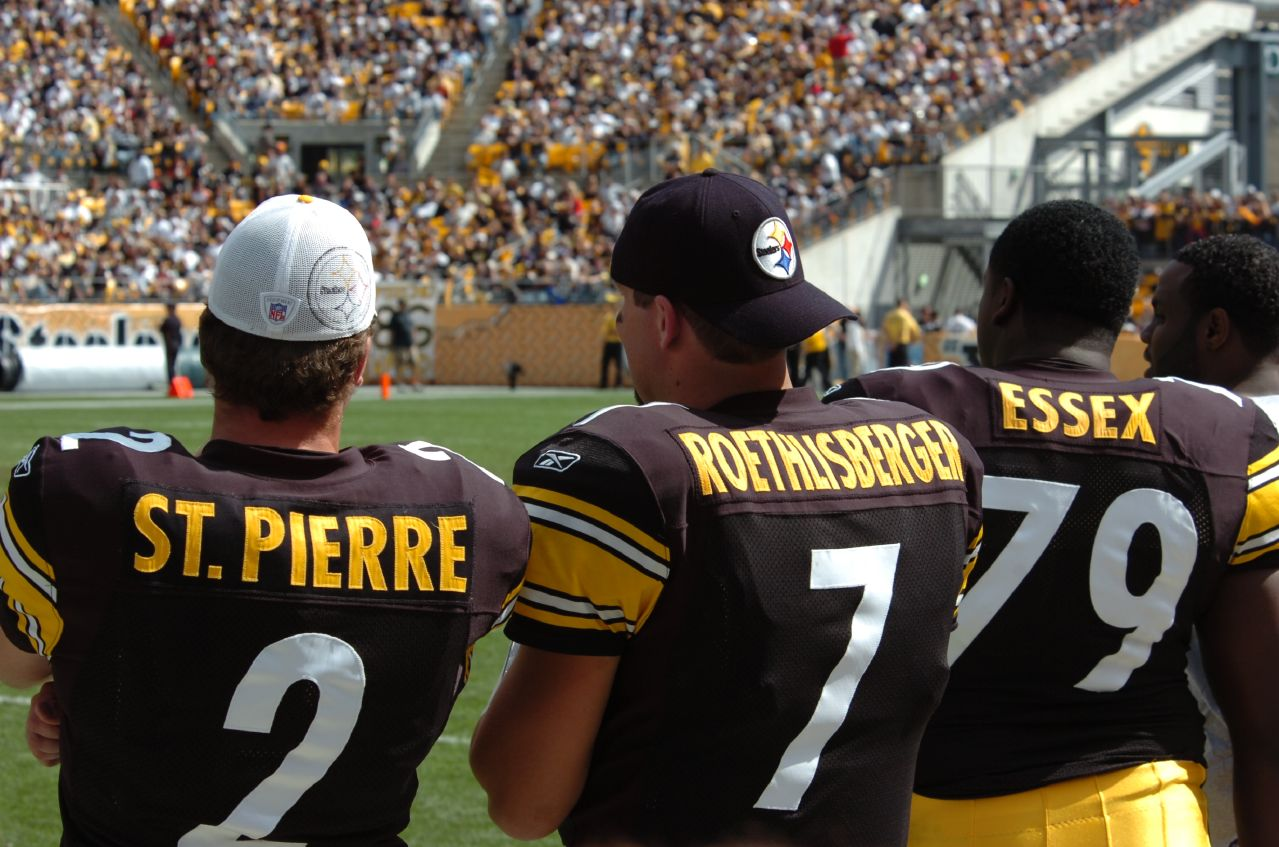
St. Pierre (à gauche), aux côtés de Ben Roethlisberger (au milieu), sur le bord du terrain, contre les Bengals de Cincinnati, le 24 septembre 2006.

Le lendemain de son départ de Baltimore, il est contacté par son ancienne équipe des Steelers de Pittsburgh. Il signe avec l'équipe d'entraînement de Pittsburgh, le 4 septembre 2006,,. Pour lui permettre d'arriver, John Kuhn est coupé. Il rejoint Omar Jacobs au sein de cette réserve des Steelers. Son retour a pour raison le forfait de Ben Roethlisberger du fait d'une appendicectomie. St. Pierre affirme qu'« [il] est juste fier de revenir » à Pittsburgh. Charlie Batch se montre assez satisfait du retour de son ancien-coéquipier ; pour lui, St. Pierre « connaît le système offensif, donc je pense que les entraîneurs ont confiance en lui ».
Il intègre l'équipe active rapidement, étant nommé remplaçant de Batch, le 6 septembre 2006, pour l'ouverture de la saison. Cependant, il n'entre pas au jeu face aux Dolphins de Miami, Charlie Batch jouant l'intégralité de la rencontre. Le retour de Roethlisberger relègue St. Pierre au poste de troisième quarterback et retourne dans le groupe des « inactifs » (non-sélectionnés pour le match) dès la deuxième journée,. Il est coupé par les Steelers, le 14 octobre 2006, pour permettre l'arrivée de Jovon Johnson, avant de revenir, sans passer par l'équipe d'entraînement, le 16 octobre 2006,,. Cependant, il est de nouveau libéré par la franchise, le 11 novembre 2006, laissant sa place à Ronald Stanley,. Mais, là-aussi, le quarterback reprend son poste à Pittsburgh, trois jours plus tard, après les départs de Stanley et Andre Lott.
St. Pierre n'est pas appelé sur les terrains de la saison et fait une nouvelle saison vierge. Les Steelers font une saison irrégulière et affichent un 8-8, n'allant pas plus loin dans cette saison 2006.

###### Saison 2007
En février 2007, Ed Bouchette, du Pittsburgh Post-Gazette, rapporte qu'il n'y a pas beaucoup de chance que les Steelers proposent un nouveau contrat au quarterback. Finalement, le 2 mars 2007, la franchise de Pennsylvanie annonce qu'elle vient de proposer une offre de contrat d'une saison au joueur, proposition qu'il accepte vers la fin du mois d'avril 2007,. Lors de l'ouverture du camp d'entraînement, le nouvel entraîneur Mike Tomlin confie à St. Pierre, dans le cadre d'un entretien individuel, qui lui laissera sa chance pour concourir au poste de quarterback remplaçant.

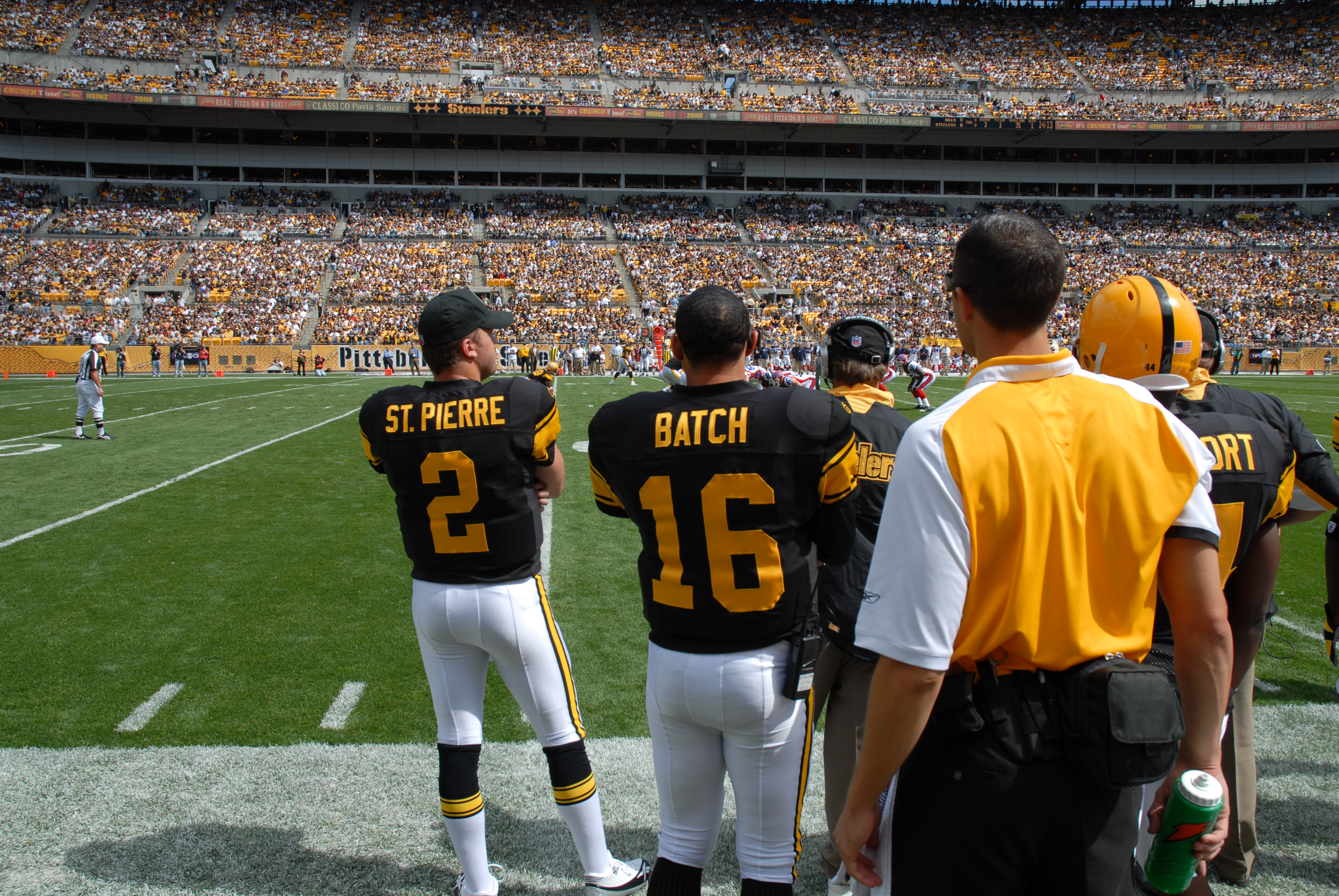
St. Pierre (à gauche) avec Charlie Batch (au milieu), sur le bord du terrain, contre les Bills de Buffalo, le 16 septembre 2007.

Lors d'un match d'exhibition, avant le début de la pré-saison, contre les Saints de La Nouvelle-Orléans, St. Pierre joue une bonne partie du match et fait une belle prestation, avec huit passes réussies sur quatorze pour 129 yards gagnés et une passe pour touchdown de trois yards pour Santonio Holmes. Néanmoins, il se blesse au pouce droit au début du troisième quart-temps et doit sortir pendant quelques minutes. Pittsburgh l'emporte 20 à 7,. Le quaterback est très satisfait de sa prestation ; pour lui, c'est le meilleur match de pré-saison qu'il a joué dans sa carrière et apprécie d'avoir joué avec des joueurs d'expérience. Sa blessure lui fait manquer l'entraînement du 7 août 2007. Il se rétablit vite et joue une grande partie du premier match de pré-saison, face aux Packers de Green Bay. Cependant, il ne convainc pas, faisant une performance très médiocre, avec dix passes complétées sur vingt-trois pour 99 yards à la passe, et Green Bay s'impose sur un score de 13-9. Deux jours après ce match, il déclare qu'« il est convaincu de faire partie de l'équipe [pour la saison 2007] comme troisième quarterback ».
Cependant, lors des deux matchs suivants, St. Pierre est relégué à un poste de remplaçant. Face aux Redskins de Washington, il ne tente que quatre passes dont deux réussies pour 26 yards à la passe ainsi que deux courses pour huit yards, dans un match où Pittsburgh s'impose 12-10 grâce à neuf points dans le dernier quart. Ensuite, contre les Eagles de Philadelphie, il doit se contenter de deux passes réussies sur trois pour dix yards car Ben Roethlisberger dispute la majorité de cette rencontre. Un match que les Steelers gagnent 27-13. Pour le dernier match de la pré-saison, il joue lors du deuxième, troisième et début du quatrième quart et complète trois passes sur dix pour seize yards, contre les Panthers de la Caroline. Il doit quitter ses partenaires prématurément à cause d'une blessure à un orteil. St. Pierre est conservé à Pittsburgh pour le début de la nouvelle saison.
Malgré cela, le quarterback n'apparaît à aucune reprise sur un terrain de la National Football League pendant la saison 2007.

##### Cardinals de l'Arizona (2008-2010): concurrences et problèmes de dos

###### Saison 2008
Alors que son contrat avec les Steelers se termine, St. Pierre signe avec les Cardinals de l'Arizona, pour une durée d'un an, le 27 mars 2008 selon The Sports Network ou le 31 mars 2008 selon la NFL,,. Il retrouve Ken Whisenhunt, entraîneur des Cardinals, qu'il a connu lorsqu'il était entraîneur des tigh ends et coordinateur offensif de Pittsburgh.

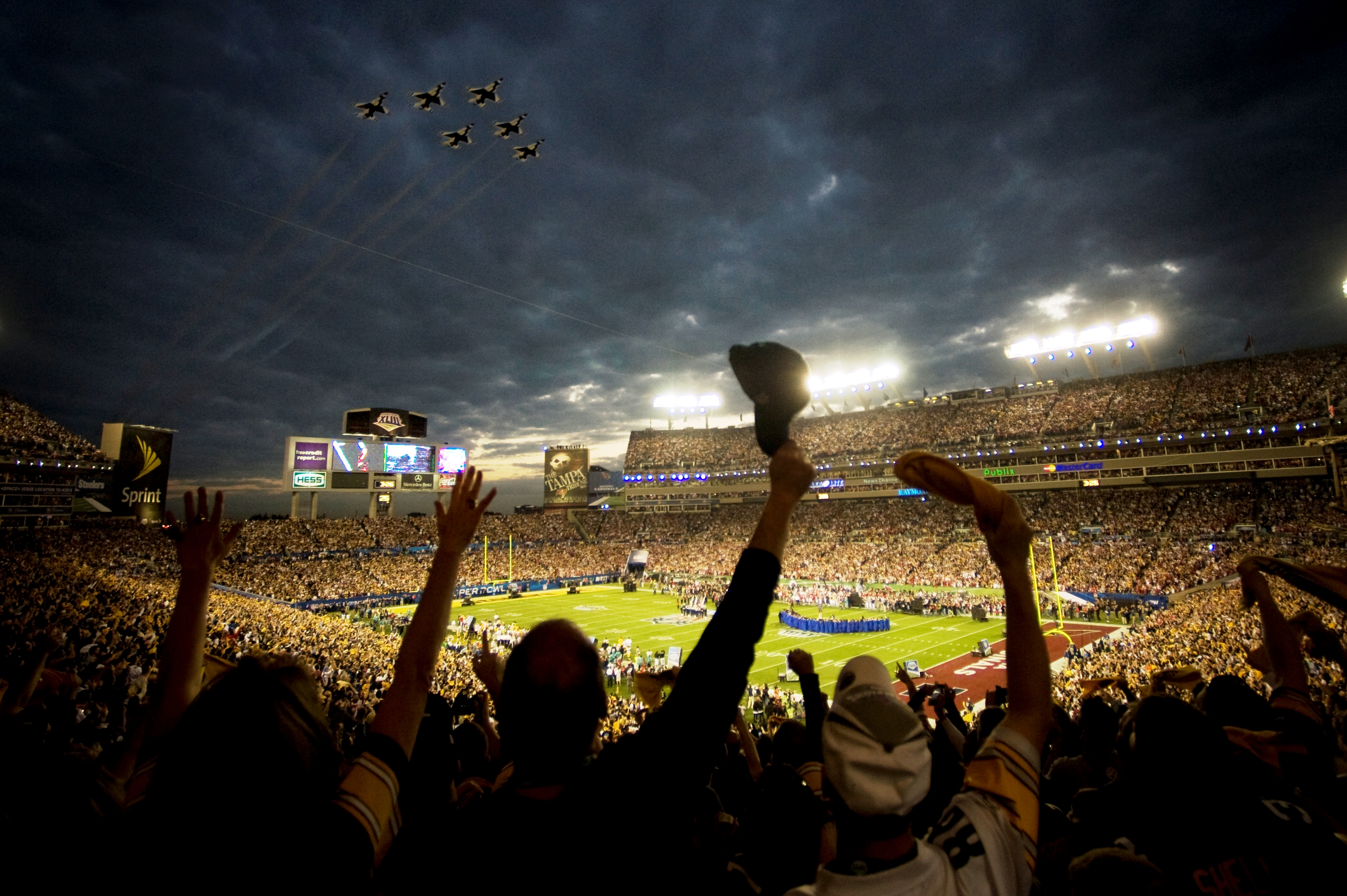
La saison 2008 des Cardinals de l'Arizona est marquée par leur participation au Super Bowl XLIII.

Le joueur fait ses premiers pas avec la tunique rouge et blanche, le 7 août 2008, dans le cadre du premier match de pré-saison, contre les Saints de La Nouvelle-Orléans. Il remplace Matt Leinart et réussit à faire un match plutôt bon à la passe, avec un douze passes réussies sur dix-huit pour 84 yards gagnés. De plus, Whisenhunt décide de ne pas faire jouer Kurt Warner et préfère privilégier les remplaçants comme St. Pierre et Anthony Morelli. Néanmoins, Arizona s'incline 24-10. Lors du match suivant, face aux Chiefs de Kansas City, il joue moins mais réussit à ne rater aucune de ses quatre passes, réussissant même une passe pour touchdown de vingt-quatre yards pour Tim Castille. Les Cardinals l'emportent 27-17 et les quatre quarterbacks de l'équipe sont félicités pour leur match,. Il entre à la fin du troisième quart, contre les Raiders d'Oakland, et envoie la seule passe pour touchdown de son équipe, pour Leonard Pope. Il fait un bon match, avec sept passes réussies sur huit tentées pour 96 yards et un touchdown à la passe. Les Cardinals font le spectacle face aux Raiders, s'imposant par 24-0,.
À ce moment de la pré-saison, St. Pierre impressionne et affirme être une aide pour l'entraîneur ainsi que les quarterbacks. Il désire continuer à être le troisième homme dans la hiérarchie de son poste. Whisenhunt renouvelle sa confiance, à son quarterback, s'il venait à jouer. Pour le dernier match de pré-saison, face aux Broncos de Denver, il joue quelques minutes lors du troisième quart mais fait une performance très brouillonne, avec une passe réussie pour sept tentées et un gain de treize yards ainsi qu'un fumble. La franchise de l'Arizona s'incline 28-14,.
Brian St. Pierre est conservé au sein de l'effectif pour la saison 2008. Il n'y apparaît, cependant, à aucune reprise, se contentant, encore une fois, de son poste de remplaçant, derrière Kurt Warner et Matt Leinart. Les Cardinals vont jusqu'au Super Bowl XLIII mais s'inclinent contre les Steelers de Pittsburgh, l'ancienne équipe du quarterback, 27 à 23.

###### Saison 2009

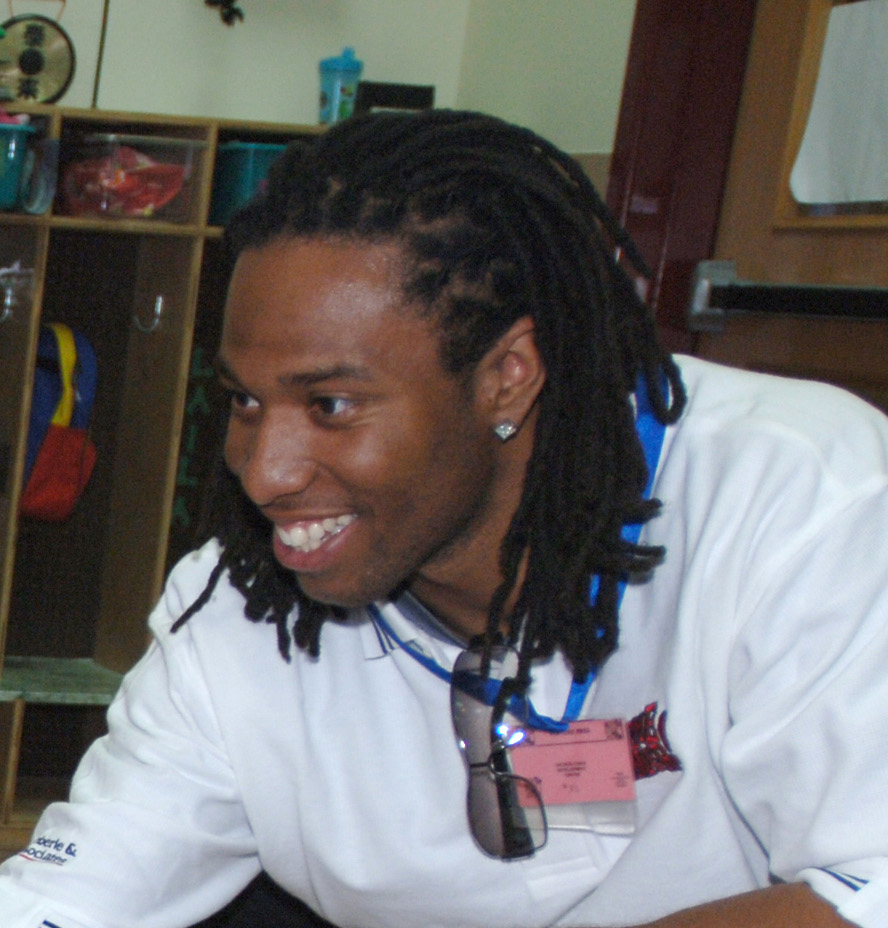
St. Pierre envoie sa première passe pour touchdown, en professionnel, à Larry Fitzgerald.

Le 2 mars 2009, St. Pierre signe un nouveau contrat d'une année avec les Cardinals de l'Arizona,. Il doit toucher un salaire de 800 000 dollars et reçoit une prime de signature de 150 000 dollars,. Ken Whisenhunt compte mettre en concurrence Matt Leinart et St. Pierre pour le poste de remplaçant de Kurt Warner,. Cependant, en juillet 2009, Kent Somers, du Arizona Republic, affirme que Leinart est bien parti pour remporter la compétition pour ce poste de numéro deux. St. Pierre juge cette concurrence de « rafraîchissante » pour lui, heureux de jouer pour autre chose que le rôle de troisième quarterback.
St. Pierre ne joue pas beaucoup lors de ces matchs de préparation. Pour le premier match, face à Pittsburgh, dans un remake du dernier Super Bowl, il fait un mauvais match. Jouant tout le troisième quart et le début du quatrième, il ne réussit que quatre passes sur dix pour 42 yards et une passe interceptée par Joe Burnett. Arizona s'incline 20 à 10,. L'entraîneur Ken Whisenhunt lui donne une nouvelle chance, contre les Chargers de San Diego, mais là aussi, il ne réalise pas une bonne performance, réussissant six passes sur quinze pour 79 yards et une nouvelle passe interceptée, cette-fois ci par Clinton Hart. Les Cardinals perdent 17 à 6.
Néanmoins, le quarterback se blesse au dos, et ne joue aucun des deux derniers matchs de la pré-saison. Il est retenu pour la saison 2009 comme troisième quarterback. Durant toute la saison, St. Pierre va traîner son problème de dos, qui s'est déclaré durant la pré-saison. Pour Darren Urban, du site des Cardinals de l'Arizona, « l'avenir [du quarterback] est en suspens ». Le joueur déclare se battre contre cette douleur tous les jours et confie être « fatigué d'être le troisième quarterback ».
St. Pierre joue son premier match officiel, avec les Cardinals, lors du dernier match de la saison régulière, contre les Packers de Green Bay. Il joue son premier match en professionnel depuis cinq ans, entrant durant le quatrième quart-temps. Le quarterback réalise un 2-4 pour douze yards et fait sa première passe pour touchdown en professionnel, de trois yards, pour Larry Fitzgerald. Cependant, il concède une passe interceptée par Tramon Williams ainsi qu'un fumble, qui n'entraîne, cependant, pas une perte de balle. Green Bay s'impose 33-7 et les Cardinals concluent leur saison avec un 10-6, se qualifiant pour les play-offs. Ils se font éliminer par les Colts d'Indianapolis en demi-finale de la National Football Conference.

###### Off-season2010
Après la fin de la saison, de nombreuses questions se portent sur le cas de Brian, du fait de son dos douloureux. Son contrat arrive à expiration et il devient agent libre. Les Cardinals et St. Pierre se montrent favorable à la signature d'un nouveau contrat, en avril 2010. Cependant, alors qu'il est censé revenir à Glendale pour négocier un contrat, la franchise de l'Arizona ne donne pas de suite au quarterback.
Durant le mois d'avril 2010, St. Pierre est aperçu lors des entraînements des Patriots de la Nouvelle-Angleterre. Le quarterback reçoit une proposition de la part des Nighthawks d'Omaha, évoluant en United Football League, avec un salaire de 50 000 dollars. Il refuse cette offre pour ne pas faire déménager toute sa famille et car les contrats de l'UFL n'ont pas de clause libératoire en cas de proposition d'une franchise de la NFL, comparés à ceux d'autres ligues comme l'Arena Football League.

##### Panthers de la Caroline (2010-2011): seul match comme titulaire et retraite
Le quarterback Matt Moore, des Panthers de la Caroline, est placé sur la liste de l'Injured Reserve, le 9 novembre 2010. St. Pierre signe avec l'équipe d'entraînement le même jour. Il est promu au sein de l'équipe active, le 16 novembre 2010, après la commotion cérébrale de Jimmy Clausen, survenue face aux Buccaneers de Tampa Bay deux jours auparavant,. L'entraîneur John Fox décide de placer St. Pierre comme quarterback titulaire, face aux Ravens de Baltimore, le préférant à Tony Pike qu'il ne pense pas assez aguerri. St. Pierre et Pike passent douze à quatorze heures pour apprendre et s'entraîner au schéma offensif des Panthers.
Il débute donc comme titulaire contre son ancienne équipe de Baltimore, le 21 novembre 2010. Il fait un match moyen ; il réussit treize passes sur vingt-huit pour 173 yards à la passe. Il égale la plus longue passe pour touchdown de l'histoire des Panthers, avec une passe de quatre-vingt-huit yards pour David Gettis au début du dernier quart. Cependant, il se fait intercepter deux passes par Ed Reed et Ray Lewis que les deux joueurs retournent en touchdown. La franchise de la Caroline s'incline logiquement 37-13 à domicile. St. Pierre ne « veut pas être [défini] comme la raison [de leur défaite]. Malheureusement, j'en faisais partie »,. John Fox affirme que son quarterback a bien joué et qu'on ne peut pas rejeter toute la faute sur lui concernant les deux interceptions qu'il a subies. Les jours suivant ce match, St. Pierre souffre de son épaule et est limité au niveau de son entraînement. Il ne joue plus de la saison mais reste au sein de l'équipe des Panthers.
Le 25 juin 2011, avec de nombreux autres joueurs, il n'est pas renouvelé et déclaré agent libre. En août 2011, Il devient commentateur sur le bord du terrain des matchs de son ancienne université sur l'IMG Radio. Il reste à ce poste pendant deux saisons.

### Carrière d'entraîneur
En 2013, Brian St. Pierre retourne dans son ancien établissement du St. John's Prep en devenant assistant de son ancien entraîneur, Jim O'Leary. Les Eagles terminent la saison avec un score de 6-5 et se font éliminer au premier tour des play-offs,. L'année suivante, il prend la place de son ancien entraîneur à la tête de l'équipe, qui reste, cependant, à son poste de directeur athlétique. St. Pierre, lors de sa présentation, avoue que son schéma tactique est inspiré de celui d'O'Leary et qu'il n'y aura pas beaucoup de changement à ce niveau,. Pour sa première saison comme entraîneur, St. Pierre réalise un score de huit victoires et trois défaites. St. John's se qualifie pour les play-offs de la Division I Nord du Massachusetts et élimine la Chelmsford High School sur un score de 28-0, en quart de finale, ainsi que la Central Catholic High School, en demi-finale, 42 à 7. Toutefois, l'équipe entraînée par l'ancien quarterback s'incline en finale, contre l'Everett High School, 31 à 24.

## Vie privée
Brian St. Pierre est marié à Jocelyn et il est père de deux garçons, Kyle et Luke. Il a habité près de Boston lors de son passage chez les Cardinals et a quitté sa famille, pour un appartement en Caroline du Nord, durant son passage chez les Panthers. Il réside actuellement à Georgetown dans le Massachusetts.

## Statistiques NFL
Les tableaux suivants reprennent les statistiques complètes de St. Pierre au cours de sa carrière :
| 2004   | 1  | 0  | 0   | 0 | 0 | 39,6 | 4 | -3 | -0,8 | 0 | 0 | 0 | 0 | 0 |
| 2009   | 4  | 2  | 12  | 1 | 1 | 56,2 | 1 | 2  | 2    | 0 | 1 | 1 | 0 | 0 |
| 2010   | 28 | 13 | 173 | 1 | 2 | 48,7 | 0 | 0  | 0    | 0 | - | - | - | - |
| Totaux | 33 | 15 | 185 | 2 | 3 | 45,6 | 5 | -1 | -0,2 | 0 | 1 | 1 | 0 | 0 |